# Pierre Nivollet
Pierre Nivollet est un artiste plasticien français né en 1946 à Dijon.   

## Biographie
Il est membre fondateur de la revue Documents sur du comité de rédaction de laquelle il fait partie de 1978 à 1980 avec Dominique Thiolat, Norbert Cassegrain, Jean-Yves Langlois et Christian Sorg.
Membre fondateur de la manifestation porte ouverte des "Ateliers de la rue de Charonne" devenue par la suite "Le Génie de la Bastille". 
Pierre Nivollet a publié deux volumes de poésies "Les Marcs d'or" édit. Orange export Ltd en 1981, "Eaux Fortes" D. Bedou édit. en 1986, et d'autres textes dans le Monde (septembre 1982 et dans diverses revues). 
En 1987 Poésie Francophone édit. "Le Monde. Castor Astral", Orange export Ltd, édit. Flammarion. 
En 1989 "biographies" une série de 8 lithographies : Noise, Gal. Maeght Éditeur. En 1992, réalisation de la couverture du journal Les Lettres françaises. 
En 1993, réalisation du rideau de scène, décors et costumes pour un ballet de F. Lambert à l'Opéra Garnier, Paris.

## Expositions personnelles
- 1977 Galerie Entrepierre, Paris
- 1981 Galerie N.R.A., Paris
- 1982 ARC 2, Ateliers, Musée d'art moderne de la ville de Paris
- 1984 Galerie Regards, Paris
- 1985 Musée des beaux-arts, Malte. Galerie Jacques Girard, Toulouse. Galerie Antoine Candau, Paris
- 1986 Espace d'art contemporain, Rouen
- 1987 Galerie Regards, Paris
- 1989 Galerie Krings-Ernst, Cologne (RFA)
- 1989 Galerie Cluny, Cluny
- 1990 Galerie Regards, Paris. Galerie La Cité, Luxembourg
- 1991 Galerie J. Felman, Paris, "Figures et Portraits"
- 1993 Galerie Regards, Paris, "Un jardin à Venise"
- 1993 Galerie J. Felman, Paris, "La musique et la danse". Galerie La Cité, Luxembourg

## Œuvres dans les collections publiques
- Musée d'art moderne de la ville de Paris
- Museum of Art, Carnegie Institute, Pittsburg (États-Unis)
- Fonds national d'art contemporain de Paris
- Collection IBM Europe
- FRAC Normandie
- Musée d'histoire et d'art, Luxembourg
- Collection Ludwig, Aix-la-Chapelle (Allemagne)

Et dans diverses collections privées en Europe et aux États-Unis.